# ويليام جي. براي
ويليام جي. براي (بالإنجليزية: William G. Bray)‏ هو محامي وسياسي أمريكي، ولد في 17 يونيو 1903 في موريسفيل في الولايات المتحدة، وتوفي في 4 يونيو 1979 في مارتينسفيل في الولايات المتحدة. حزبياً، نشط في الحزب الجمهوري. وقد انتخب عضو مجلس النواب الأمريكي.